# Seven Steps to Heaven
Seven Steps to Heaven ist ein Jazz-Album von Miles Davis, das in unterschiedlichen Besetzungen am 16./17. April in Hollywood sowie am 14. Mai 1963 in New York aufgenommen und im selben Jahr von Columbia Records veröffentlicht wurde.

## Das Album
Das Album Seven Steps to Heaven gilt im Œuvre des Trompeters als Übergangswerk. 1962 und Anfang 1963 arbeitete Miles Davis ohne "working band", hatte Auftritte mit Wynton Kelly, Paul Chambers, J. J. Johnson und Jimmy Cobb und arbeitete mit Gil Evans, mit dem er – unter dem Eindruck der Bossa-Nova-Welle – für "Columbia" das (wenig befriedigende) Album Quiet Nights einspielte. Miles war mit den Ergebnissen so unzufrieden, dass er einer Veröffentlichung nicht zustimmte, was sein Produzent Teo Macero jedoch ignorierte. Um die Platte auf eine annehmbare Länge zu bringen, nahm Macero auch den Titel Summer Nights auf, den Miles Davis – während der Suche nach einer neuen festen Band – im April 1963 mit einer kurzlebigen Formation an der Westküste der USA eingespielt hatte.
Miles Davis war Anfang 1963 mit einer neuen Formation im Jazzclub Blackhawk in San Francisco aufgetreten, in der der Tenorsaxophonist George Coleman, der Altsaxophonist Frank Strozier und der Pianist Harold Mabern spielten sowie erstmals der Bassist Ron Carter, der dann Miles’ "zweitem Quintett" bis 1968 angehören sollte. Der Downbeat-Autor Russ Wilson schrieb damals:

„Die Anwesenheit ungewohnter Mitspieler schien unter Miles ein Feuer zu entzünden. Er unternahm so viele erstaunliche feurige Ausflüge ins obere Register, dass manche Zuhörer sich fragten, ob er ein neues, kleineres Mundstück benutzte (er tat es nicht).“
Auf dem Stuhl des Schlagzeugers arbeitete übergangsweise der West-Coast-Musiker Frank Butler, denn Davis wollte eigentlich den jungen Tony Williams in der Band haben, der aber noch bei Jackie McLean unter Vertrag war. Der Trompeter schrieb später in seiner Autobiographie:

„Und dann hatte ich diesen kleinen siebzehnjährigen Schlagzeuger gehört, der mit Jackie McLean arbeitete. Er hieß Tony Williams, und es zog mir regelrecht die Schuhe aus, so irre war er. Ich wollte, dass er sofort zu mir nach Kalifornien kommt, aber er musste seine Verpflichtungen bei Jackie McLean erfüllen. Aber nach diesen Jobs, erklärte er mir, habe er Jackies Segen, um bei mir einzusteigen. Wie schon gesagt, Trompeter brauchen große Schlagzeuger, und ich konnte sofort hören, dass Tony einer der größten Schlagzeuger wurde, der je hinter einem Drumkit gesessen hat.“

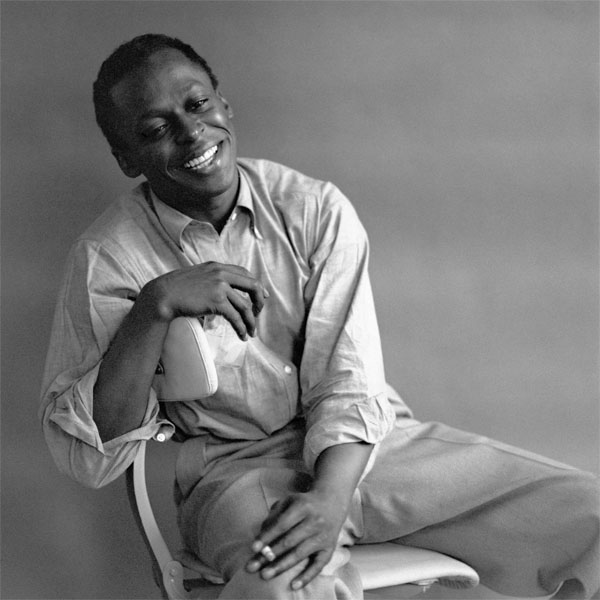
Davis Mitte der 1950er Jahre

Miles Davis merkte während seiner Blackhawk-Auftritte bald, dass Strozier und Mabern nicht in das Sextett passten; nach einem Gastspiel im "It Club" nahm er für Pianist Mabern Victor Feldman in die Band, um dann mit der neuen Band in Hollywood erste Aufnahmen zu machen. Bei dieser ersten Session wurden auch zwei Kompositionen von Feldman interpretiert, Seven Steps to Heaven und Joshua. Miles’ Begleiter waren am 16. und 17. April 1963 George Coleman, Frank Butler und Ron Carter. Das Quintett nahm außer besagtem Summer Night insgesamt sechs Titel auf, die auf dem Album So Near, So Far erscheinen sollten. Ohne Mitwirkung von Coleman nahm er schließlich drei Balladen auf, von denen zwei überraschenderweise aus dem Bereich des New-Orleans-Jazz stammten, der Basin Street Blues und Baby, Won’t You Please Come Home?, mit dem ihm die Umwandlung von vertrautem Material gelang, so auch in der Ballade I Fall in Love So Easily. Der Basin Street Blues, den er mit Dämpfer spielte, erschien – so der Davis-Biograph Eric Nisenson – „in seiner elegischen Bitterkeit wie eine melancholische Meditation über New Orleans und seinen größten Sohn, Louis Armstrong. Diese bewegenden Balladen-Interpretationen zeigten, wie es seine Arbeit mit dem kurzlebigen Sextett bereits getan hatte, dass Miles an diesem Punkt seiner Karriere keine neuen Horizonte erforschen, sondern seinen bis dahin geschaffenen Stil verfeinern und vertiefen wollte.“
Einen Monat später, am 14. Mai 1963, spielte Miles nach seiner Rückkehr nach New York drei der Titel, Seven Steps to Heaven, So Near, So Far und Joshua erneut ein, diesmal in veränderter Besetzung. Vic Feldman wurde durch Herbie Hancock, der im Jahr zuvor durch seine Komposition Watermelon Man für Aufsehen gesorgt hatte, und Butler durch den siebzehnjährigen Tony Williams ersetzt. Die neue rhythm section mit Hancock, Carter und Williams bildete den Kern der "working band", mit der Miles Davis in den nächsten fünf Jahren so klassische Alben wie E.S.P., Nefertiti, Miles Smiles und seine legendären Plugged Nickel-Mitschnitte 1965 einspielen sollte. Seven Steps to Heaven war das letzte Miles-Davis-Album, das noch stark auf Standard-Material basierte; mit dem Eintritt von Wayne Shorter in die Band bestimmten vor allem dessen Kompositionen das Repertoire der Davis-Band.

## Rezeption des Albums
Der Davis-Biograph Peter Wießmüller schrieb, dass die Seven Steps-Sessions Gelegenheit gäben, die beiden Einspielungen von So Near, So Far zu vergleichen: „Miles´ Enthusiasmus ist klar zu erkennen, denn während die Westcoast-Gruppe das Thema straight und schmucklos vorträgt, wird dieses von der neuen Rhythmusgruppe viel dynamischer und variantenreicher strukturiert, wobei die wunderbare, schwebende Beckenarbeit Tony Williams' zu bewundern ist.“
Scott Yanow und Thom Jurek zeichneten das Album in Allmusic mit der zweithöchsten Bewertung aus; sie heben insbesondere die klassischen Titel Seven Steps to Heaven, Joshua sowie die langsamen Versionen von Basin Street Blues und Baby, Won't You Please Come Home hervor. Die Autoren Richard Cook und Brian Morton, die dem Album lediglich drei Sterne verliehen, sind in ihrem Urteil kritischer und sehen das Übergangsalbum Seven Steps to Heaven lediglich als Vorboten der revolutionären Davis-Alben der mittleren 1960er Jahre.

## Die Titel

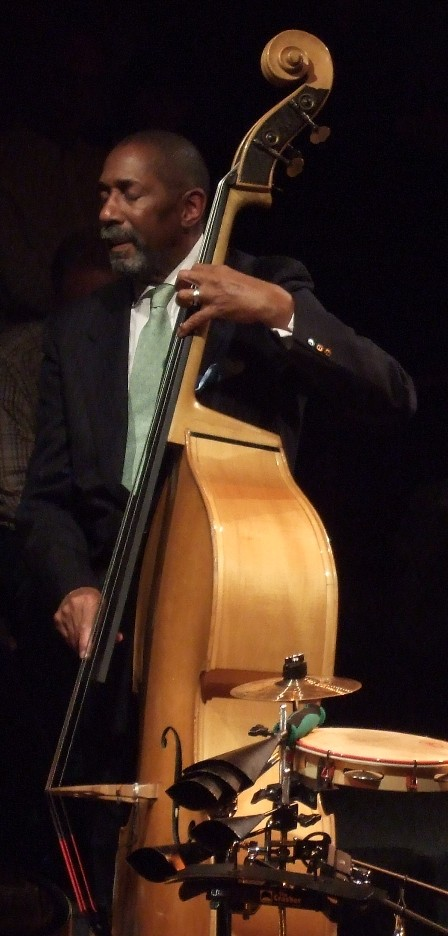
Ron Carter live im Alten Pfandhaus in Köln, 7. Oktober 2008

- Miles Davis: Seven Steps to Heaven (Columbia CS 8851)

1. Basin Street Blues (Spencer Williams) – 10:30
2. Seven Steps to Heaven (Victor Feldman, Miles Davis) – 6:26
3. I Fall in Love Too Easily (Jule Styne, Sammy Cahn) – 6:46
4. So Near, So Far (Tony Crombie, Benny Green) – 6:59
5. Baby, Won't You Please Come Home? (Charles Warfield, Clarence Williams) – 8:28
6. Joshua (V. Feldman) – 7:00

Die Tracks 1, 3 & 5 entstanden am 16. April 1963 in Quartett-Besetzung mit Feldman, Butler, Carter und Davis (ohne Coleman).
Die CD-Wiederveröffentlichung enthielt als "alternate take" eine Version von So Near, So Far (von der Session am 16. April in Quintett-Besetzung) und Summer Night, das mit dem Westküsten-Quintett am 17. April 1963 eingespielt wurde und ursprünglich auf der LP Quiet Nights erschienen war.
Alle Titel der drei Sessions erschienen auch 2005 auf der sieben CDs umfassenden Columbia-Edition Seven Steps: The Complete Columbia Recordings of Miles Davis 1963–1964 (C7K 90840).

## Weblink
- Seven Steps to Heaven bei AllMusic (englisch)